# Kasteel van Libouriac
Het Kasteel van Libouriac (Frans: Château de Libouriac) is een kasteel in de Franse gemeente Béziers. Het kasteel met bijgebouwen en park is een beschermd historisch monument sinds 1995.
Het kasteel werd gebouwd tussen 1883 en 1885 in een mengeling van neogotiek en neorenaissancestijl naar een ontwerp van Louis Garros. De tuin werd ontworpen door Eugène Bülher. Het gaat om een kasteel op een wijndomein.